# Doug Atkins
Douglas Leon Atkins (Humboldt, 8 maggio 1930 – Knoxville, 30 dicembre 2015) è stato un giocatore di football americano statunitense, vincitore di due titoli NFL e indotto nella Pro Football Hall of Fame nel 1982.

## Carriera
Atkins iniziò la sua carriera sportiva come giocatore di pallacanestro all'Università del Tennessee, ma venne presto reclutato dall'allenatore della squadra di football americano, che ne aveva notato la grande agilità unita ad una consistente struttura fisica.
Fattosi notare nel torneo NCAA, alla fine della carriera universitaria fu la prima scelta dei Cleveland Browns nel Draft NFL 1953.
Dopo due stagioni a Cleveland, Atkins venne ceduto ai Chicago Bears, dove avrebbe svolto la maggior parte della sua carriera (12 stagioni), collezionando i principali successi sul piano personale.
Nel 1967 passò infine ai New Orleans Saints, dove avrebbe chiuso la sua carriera con altre tre stagioni ad alto livello.

## Palmarès

### Franchigia
- Campionati NFL : 2

Cleveland Browns: 1954
Chicago Bears: 1963

### Individuale
- MVP del Pro Bowl: 1

1958
- Convocazioni al Pro Bowl: 8

1957, 1958, 1959, 1960, 1961, 1962, 1963, 1965
- First-team All-Pro: 4

1958, 1960, 1961, 1963
- Second-team All-Pro: 6

1957, 1959, 1962, 1964, 1965, 1968
- Numero 81 ritirato dai New Orleans Saints
- Numero 91 ritirato dai Tennessee Volunteers
- Formazione ideale della NFL degli anni 1960
- Formazione ideale del 100º anniversario della NFL
- Pro Football Hall of Fame (classe del 1982)
- College Football Hall of Fame